# Militarisation de l'espace

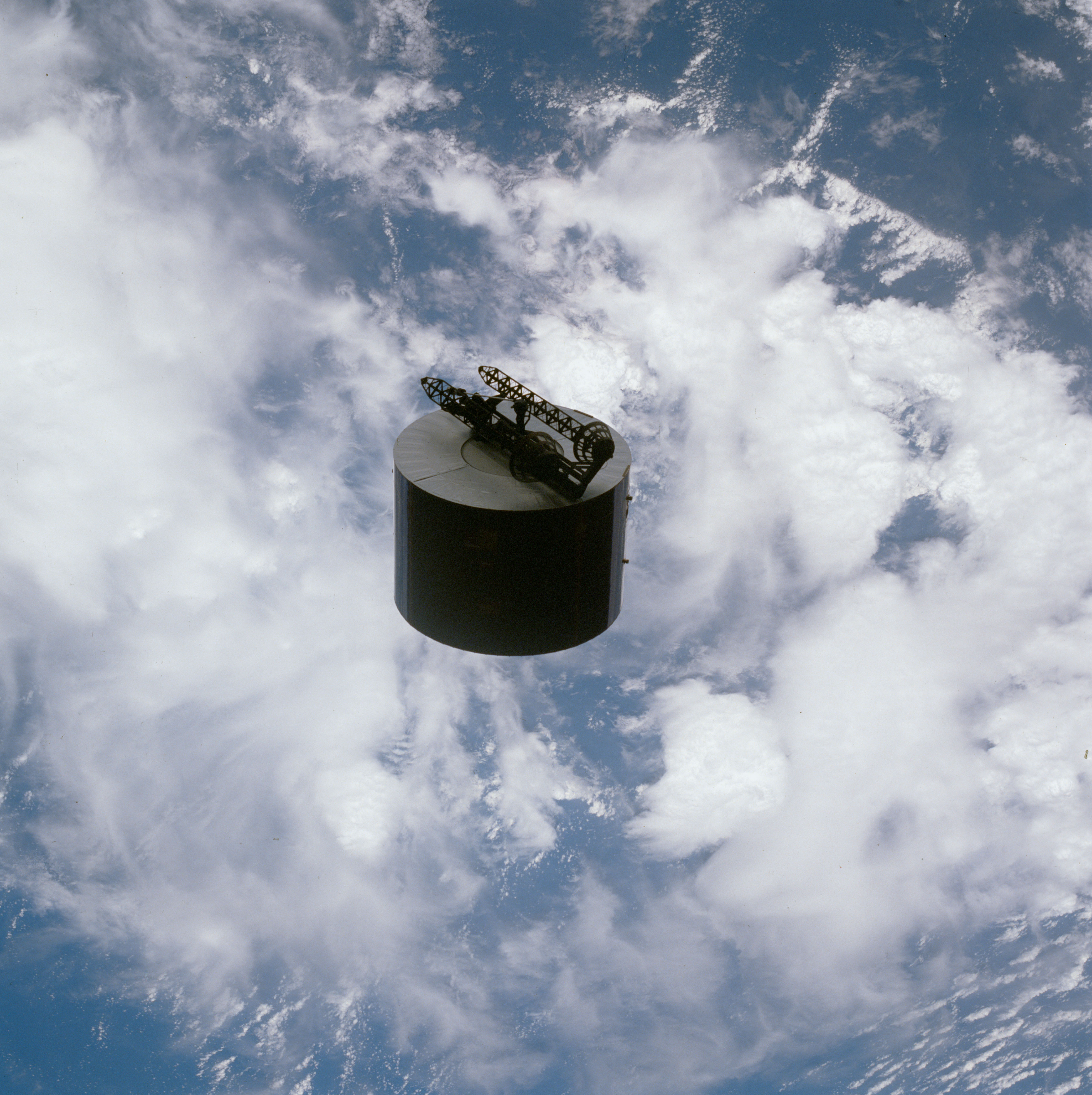
Satellite de télécommunications Syncom IV de l'armée américaine placé en orbite géosynchrone. Il fut envoyé dans l'espace en 1985 lors de la guerre froide.

La militarisation de l'espace (à ne pas confondre avec sa sous-catégorie, arsenalisation de l'espace) désigne le développement d'armes et de techniques militaires dans l'espace.
Le terme apparaît pour la première fois dans les années 1960 dans le cadre de la guerre froide et de la course à l'espace, qui opposait les deux superpuissances que furent les États-Unis et l'URSS, pour faire référence à l'envoi de satellites espions dans l'espace. La menace posée également par les missiles balistiques intercontinentaux incite plusieurs États à se doter d'une technique de défense antimissile. Un nouveau type de missile est également apparu : le missile antisatellite. À l'horizon des années 2010, seuls les États-Unis et la république populaire de Chine semblent avoir la capacité de produire de tels missiles.
Par ailleurs, d'autres pays ont développé un programme de satellites militaires : il s'agit, entre autres, de la France (Helios 1B et Helios 2A), du Royaume-Uni (Skynet), de l'Italie (COSMO-SkyMed), de la Chine (Fanhui Shi Weixing), de l'Inde (RISAT-1 et RISAT-2), Israël (Ofek) et du Japon (Information Gathering Satellite). L'Allemagne a également lancé récemment (en 2006) son système SAR-Lupe mis en orbite par un lanceur russe Cosmos. 50 % du budget spatial mondial est consacré au domaine militaire dont 90 % sont toujours détenus par les États-Unis en 2010,.

## Cadre juridique: le traité de l'espace
Il existe un droit de l'espace, ainsi, selon le traité de l'espace, les armes de destruction massive sont illégales en orbite terrestre. Celui-ci trouve son origine dans le fait qu'il vise à empêcher l'URSS de neutraliser les satellites de reconnaissance occidentaux (voir crise de Spoutnik et Spoutnik 1). Le Bureau des affaires spatiales des Nations unies (UNOOSA) veille à ce que ce traité soit respecté. Néanmoins, aucun traité n'interdit formellement les autres armes et contrôler l'application d'un éventuel nouveau traité s'avère être difficile par les instances de l'ONU.
Un traité sur la Lune sera mis au point la décennie suivante : l'Accord régissant les activités des États sur la Lune et les autres corps célestes de 1979 et entré en vigueur en 1984 qui stipule que la Lune ne peut être utilisée qu'à des fins pacifiques et qui interdit tout recours à la menace ou à l'emploi de la force ou à tout autre acte d'hostilité sur la Lune et de mettre sur orbite des armes de destruction massive autour de l'astre lunaire,.

## Historique de 1960 à nos jours

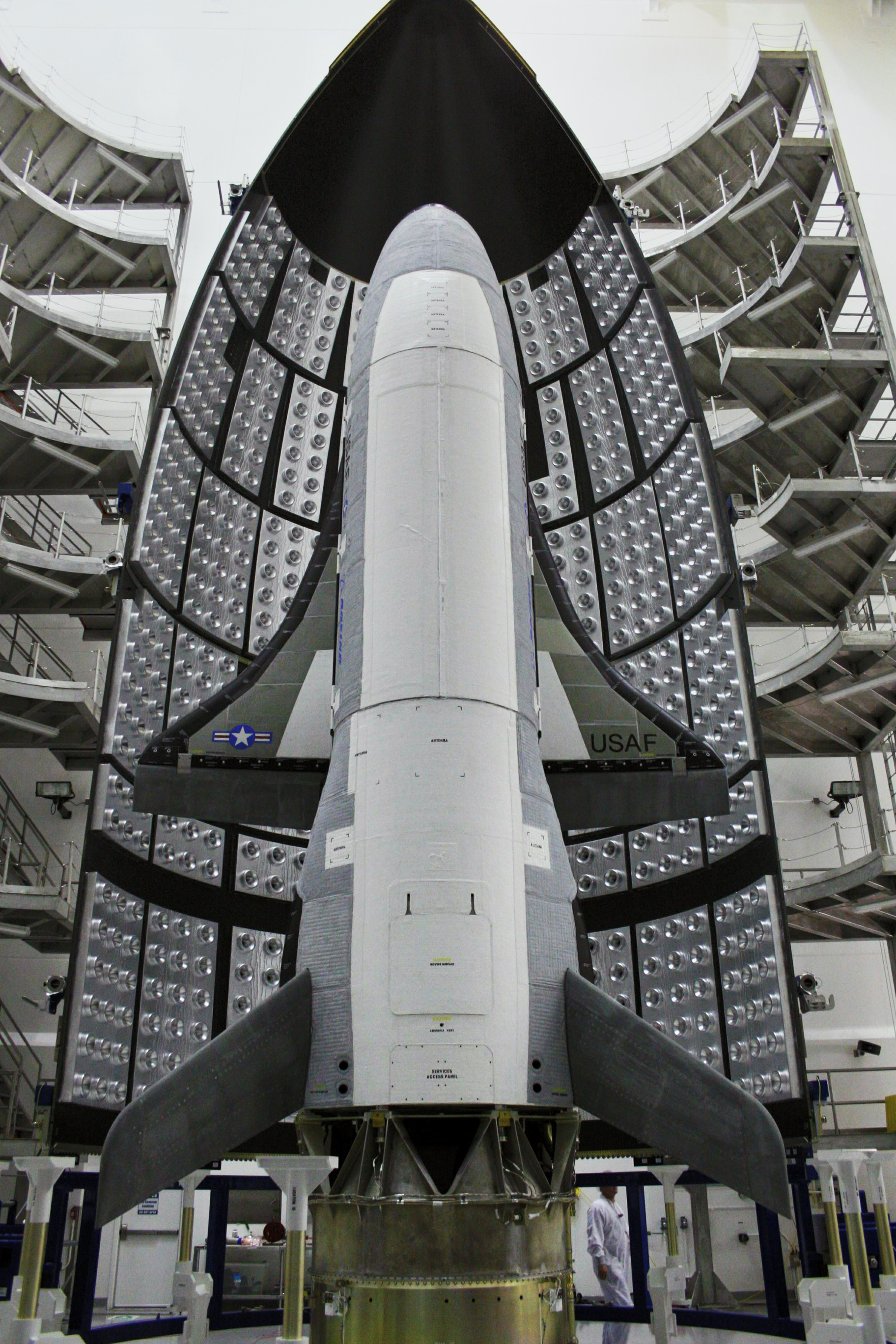
Le Boeing X-37. Ce projet de navette spatiale automatique de la NASA a été récupéré par l'USAF.

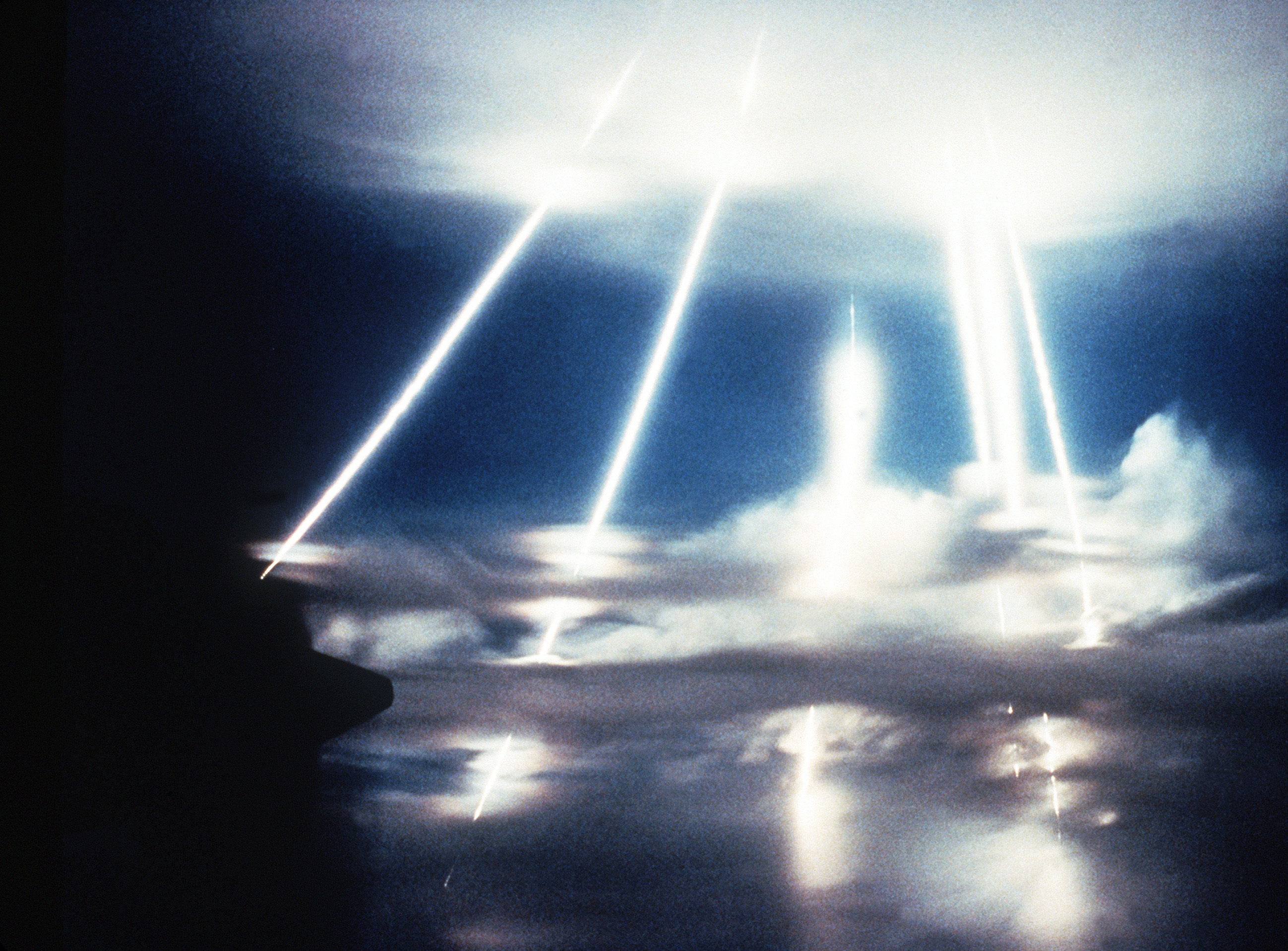
Essai d'un missile LGM-118A Peacekeeper par les États-Unis. Celui-ci est capable d'envoyer 10 têtes nucléaires à l'extérieur de l'atmosphère terrestre et dispose d'une portée de 9600 km.

### Amorce
La course à l'espace démarre à la fin des années 1950 concernait les deux superpuissances de l'époque (États-Unis et URSS), qui outre les questions de prestiges, s’intéressent à l'aspect stratégique de l'espace.
Les satellites militaires ont constitué la première forme de satellites d’observation : en effet, dès 1959 et dans le cadre de la guerre froide, les États-Unis et l’URSS ont développé des satellites militaires d’observation, que l’on appelle couramment et abusivement des « satellites espions » (les premiers d’entre eux furent la série des Discoverer/Corona). Ils permettaient de pouvoir observer les ressources militaires de l’ennemi dans des zones peu accessibles afin d’évaluer le danger que celles-ci étaient susceptibles de représenter ; cela a donc servi de base aux autres applications civiles des satellites d’observation. Tout ceci était entièrement licite vu que les frontières n’ont plus cours à une altitude supérieure à 80 km.
Les deux pays évitaient donc les problèmes diplomatiques liés à l’observation de puissances étrangères à partir d’avions espions comme les Lockheed U-2 pour les États-Unis. Ainsi, il fut découvert que l’URSS avait, tout comme les États-Unis, un programme d'exploration habitée de la Lune. Ces satellites ont eu un rôle stabilisant dans la guerre froide. En effet, ils permettaient de vérifier la véracité des messages de propagande adverse ou les déclarations de politiciens (le missile gap dans les années 1960) : si par exemple l’URSS affirmait posséder 1 000 ogives nucléaires alors que les satellites n’en observaient que 10, on en concluait que la menace était moins grande, ce qui rééquilibrait les deux forces en présence.
Mais la vocation première d’un satellite militaire est d'aider les militaires, non seulement dans le secteur stratégique mais aussi sur le champ de bataille. Ainsi si les satellites espions peuvent servir dans le domaine du renseignement, de la surveillance maritime, la majorité des satellites militaires servent aux communications et d'autres en tant que système de positionnement par satellites au guidage des unités ou missiles.

### Guerre froide

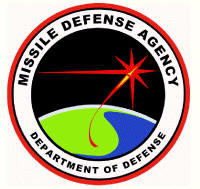
Ancien logo du Missile Defense Agency, institution relevant du département de la Défense des États-Unis chargé de la National missile defense destinée à détruire d'éventuels ICBM ennemis.

La course à l'armement et la course à l'espace que se faisaient les États-Unis et l'URSS durant la guerre froide ne pouvaient mener qu'à une théorie : arsenaliser l'espace. Ainsi, en 1962, les États-Unis réalisent un essai nucléaire à 400 km d'altitude : Starfish Prime. Le rayon électromagnétique de ce dernier grillera alors le tiers des satellites en orbite. De 1968 à 1982, l'URSS testera ses « Istrebitel Spoutnikov », les « satellites tueurs ».
Des projets de stations spatiale habitée sont entrepris par les États-Unis à la fin des années 1960 tel le Manned Orbital Laboratory de l'USAF mais n'auront pas de suite, les satellites inhabités ayant démontré leurs capacités. L'URSS de son côté lancera le programme Almaz sous couvert du programme Saliout dans les années 1970. Trois stations Almaz ont été lancées : Saliout 2, Saliout 3 et Saliout 5. Saliout 2 a échoué peu après avoir atteint son orbite, mais les Saliout 3 et 5 ont toutes deux conduit des tests habités réussis. Après Saliout 5, l'armée soviétique a estimé que le temps passé à la maintenance des stations dépassait les bénéfices. Ces stations étaient secrètement armées de canons automatiques Rikhter R-23M de 23 mm.

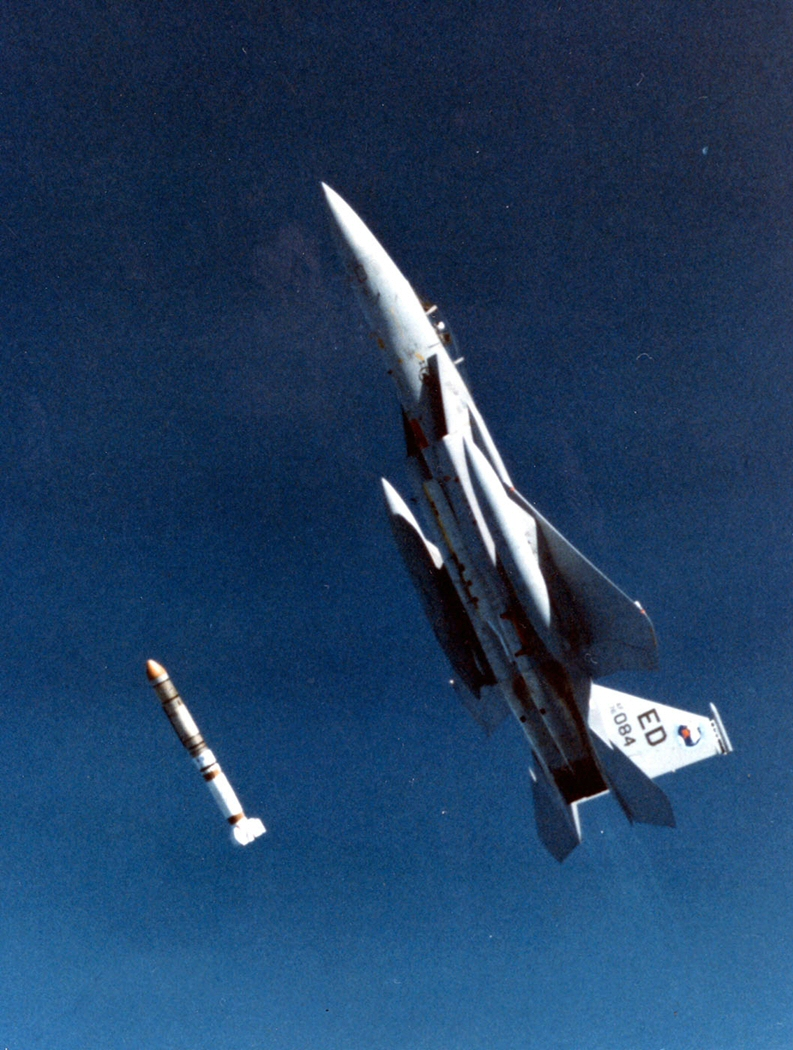
Un McDonnell Douglas F-15 Eagle de l'US Air Force lance un missile antisatellite ASM-135 ASAT dans le cadre d'un exercice le 13 septembre 1985.

Au niveau des incidents concernant les satellites de reconnaissance, notons en 1978, le Cosmos 954 soviétique, destiné à surveiller les océans pour repérer les navires de guerre (bateaux et sous-marins des Américains, et plus généralement de l'OTAN), qui retombe sur Terre dans une région isolée des Territoires du Nord-Ouest canadiens.
En 1983, le président des États-Unis, Ronald Reagan, dans le cadre de sa défense antimissile, la « Strategic Defense Initiative », lancera son projet popularisé sous le nom de « Star Wars » (Guerre des étoiles  en anglais). En 1984, les Soviétiques pointent leur laser « Terra-3 » sur une navette spatiale américaine depuis la base secrète de « Sary Shagan ». Une autre station spatiale militaire soviétique, le Polious, conçue en réplique à la SDI fut envoyée dans l'espace sans arme mais sa satellisation est un échec. En 1990, profitant de l'affaiblissement de l'URSS, les États-Unis mettent au point un concept de contrôle de l'espace qui vise à maîtriser l'information et l'accès à l'espace ainsi que son utilisation.

### Années 2000

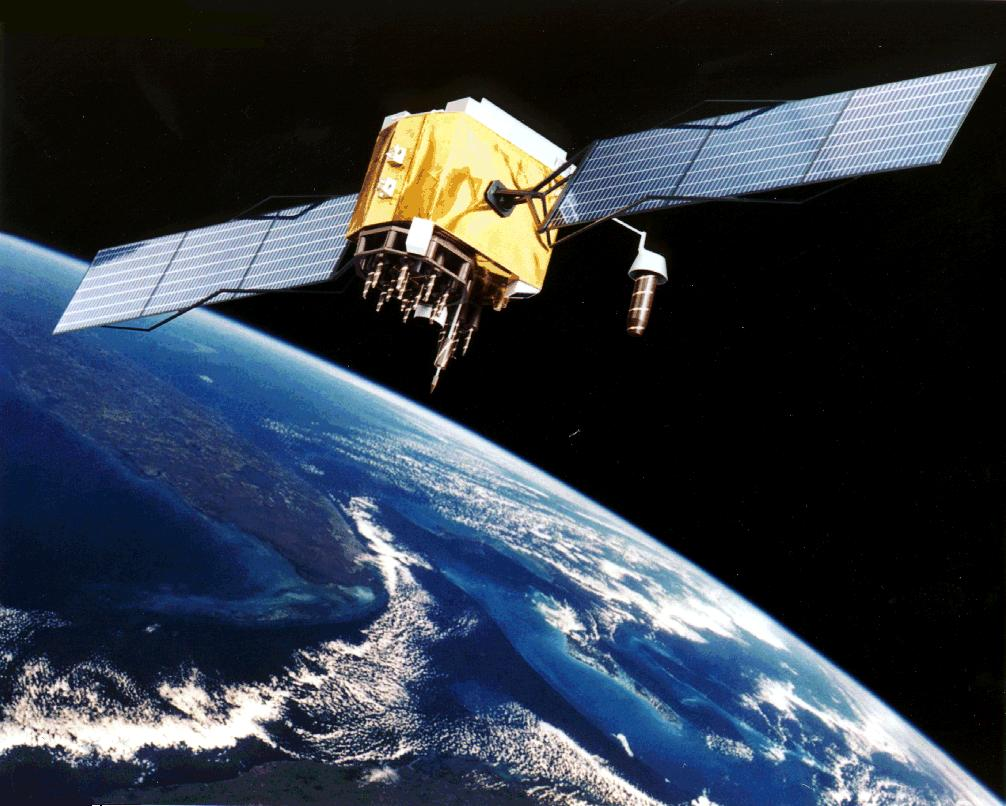
La majeure partie des satellites militaires sont placés en orbite polaire. Ici vue d'un satellite GPS de la NASA.

Les applications du spatial au domaine militaire continuent leur développement, de plus en plus d'États déploient des satellites de communications et d'observations ou, plus simplement, louent les capacités de satellites d'autres pays ou des satellites privés. L'Iran par exemple, bien qu'étant sous embargo d'une partie de la communauté internationale, est parvenu à déployer 4 satellites expérimentaux d'observation entre 2009 et 2012.
Le 11 janvier 2007, le missile chinois SC-19 pulvérise le vieux satellite météo du même pays Feng-Yun 1C placé en orbite à 850 km d'altitude. Néanmoins, ce test a été qualifié d'inutile et de politique par certains étant donné le fait que théoriquement, tout État doté d'un système antimissile peut abattre un satellite en orbite basse. La communauté internationale a en grande partie condamné l'essai balistique. Le secrétaire à la Défense adjoint à l’espace, Gregory Schulte (en) déclare le 4 février 2011 : « Les investissements de la Chine dans ses capacités militaires spatiales nous inquiètent. » alors que le Pentagone dispose toujours du monopole de l'espace, détenant 77 % du budget spatial mondial civil et militaire, soit 33 milliards de dollars attribués en 2003.
Le 21 février 2008 à 3:26 (UTC), l'USS Lake Erie, un croiseur de l'US Navy de la classe Ticonderoga a tiré un SM-3 qui a frappé et détruit avec succès le satellite en perdition USA 193 à une vitesse d'environ 36 667 km/h (22 783 mph), alors que le satellite se trouvait à 247 km (133 miles) au-dessus de l'océan Pacifique.
Plusieurs équipements de pointe sont également en cours d'étude, surnommées les « armes spatiales de frappe. » C'est le cas des armes à énergie dirigée : lasers chimiques et à rayon X, ainsi que des armes à faisceaux qui permettent de viser, depuis l’espace, des cibles très précises et d'aveugler voir détruire des satellites ennemis mais également des armes électroniques ayant pour rôle de brouiller les systèmes de communication fonctionnant via satellite.

## Culture populaire
- Dans la bande dessinée Akira, les armėes japonaise et américaine disposent chacune d'une station spatiale autonome (respectivement SOL et Floyd) équipée d'un canon laser capable de cibler et détruire une cible au sol (de l'individu à la mégalopole).
- Dans le film Space Cowboys, l'Union soviétique a placé un satellite armé avec des missiles nucléaires en orbite pour frapper des sites stratégiques américains.
- Dans Call of Duty: Ghosts, face à la montée de la Fédération, entité supranationale réunissant l'Amérique latine sous son égide, les États-Unis lancent le Programme ODIN (Orbital Defense INitiative), un satellite capable d'effectuer un bombardement orbital, Mais la Fédération retourne Odin contre eux et lancera son propre programme, appelé LOKI.
- Dans la série Command and Conquer, le GDI dispose d'un canon à ions orbital comme superarme.
- La série Space Force tourne en dérision la constitution de la nouvelle United States Space Force, dans une critique féroce de l'Amérique de Trump.
- Le film Goldeneye (James Bond 007) est centré autour d'un scénario impliquant un satellite-arme EMP.
- La saison 2 de la série uchronique For All Mankind consacre une part importante de son scénario sur une militarisation de la Lune par l'armée américaine